# 『あ』『い』をあつめて
「『あ』『い』をあつめて」は、WEAVERの楽曲。同バンドの6作目の配信限定シングルとして、2011年2月9日にA-Sketchからリリースされた。

## 概要
前作『キミノトモダチ』以来約2か月ぶりのリリースとなる本作は、学校を卒業する学生に送る卒業ソングとなっている。
同日発売のライブDVD「WEAVER『新世界創造記』LIVE at EBISU LIQUIDROOM」の初回限定盤に、本楽曲のビデオクリップ「レコーディングドキュメントver.」が収録されている。
また、auでは、本楽曲からインスピレーションを受け制作されたオリジナルショートフィルムが期間限定で配信されていた。オリジナルショートフィルムには野村周平、戸次重幸、清水くるみ東根作寿英らが出演した。

## 収録内容
| #         | タイトル                   | 作詞      | 作曲      | 編曲      | 時間 |
| --------- | -------------------------- | --------- | --------- | --------- | ---- |
| 1.        | 「『あ』『い』をあつめて」 | 河邉徹    | 奥野翔太  | WEAVER    | 5:38 |
| 合計時間: | 合計時間:                  | 合計時間: | 合計時間: | 合計時間: | 5:38 |